# Mezzo di ricerca della prova
Il mezzo di ricerca della prova è strumento procedurale previsto dal diritto processuale penale italiano che può essere esperito ai fini dell'individuazione delle fonti di prova. Il codice di procedura penale italiano prevede differenti discipline in ordine a ciascuno di questi mezzi di ricerca della prova, in relazione alle differenti e più o meno gravi limitazioni alla libertà personale che essi comportano.
I mezzi di ricerca della prova operano essenzialmente prima della formazione della prova, prevalentemente nella fase delle Indagini preliminari. Per la loro generale natura di atti cd. a sorpresa si configurano come atti ab originem non ripetibili non potendosi ricreare la sorpresa. I mezzi tipici in questione, per la loro natura, non sono assumibili in sede di Incidente probatorio, la cui procedura, con i suoi preventivi avvisi, esclude in radice la sorpresa. Per questo motivo rifluiscono direttamente nel fascicolo del giudice dibattimentale.

## Tipologie
I mezzi di ricerca della prova tipici sono disciplinati nel Titolo III del Libro III del codice di procedura penale italiano. Essi sono:
- ispezione;
- perquisizione;
- sequestro probatorio;
- intercettazione.